# Cathédrale arctique de Tromsø
La Cathédrale arctique (en norvégien : Ishavskatedralen) est une église protestante de l'Église de Norvège située à Tromsø. Elle fut construite en 1964-1965. Monument emblématique de la ville, elle doit son nom au fait qu'elle est située au-dessus du cercle Arctique.
Elle a été dessinée par Jan Inge Hovig (en), et ses matériaux de construction sont principalement en béton.
En raison de son emplacement bien visible et de sa couleur blanche, elle est souvent appelée « l'opéra de Norvège », en comparaison au célèbre Opéra de Sydney en Australie.
Bien que l'église soit probablement le centre d'intérêt le plus renommé de Tromsø, ce n’est pas, à proprement parler, une cathédrale mais une église paroissiale. La cathédrale de Tromsø quant à elle, est la seule cathédrale en bois de Norvège et la cathédrale protestante la plus nordique du monde. 